# Penthocrates bigenita
Penthocrates bigenita is een vlinder uit de familie van de slakrupsvlinders (Limacodidae). De wetenschappelijke naam van de soort is voor het eerst geldig gepubliceerd door Edward Meyrick.